# Ptychomitrium formosicum
Ptychomitrium formosicum är en bladmossart som beskrevs av Brotherus och A. Yasuda 1928. Ptychomitrium formosicum ingår i släktet atlantmossor, och familjen Ptychomitriaceae. Inga underarter finns listade i Catalogue of Life.